# Van Alstyne (Texas)
Van Alstyne é uma cidade localizada no estado norte-americano do Texas, no Condado de Collin e Condado de Grayson.

## Demografia
Segundo o censo norte-americano de 2000, a sua população era de 2502 habitantes.
Em 2006, foi estimada uma população de 2890, um aumento de 388 (15.5%).

## Geografia
De acordo com o United States Census Bureau tem uma área de
8,8 km², dos quais 8,8 km² cobertos por terra e 0,0 km² cobertos por água.

## Localidades na vizinhança
O diagrama seguinte representa as localidades num raio de 16 km ao redor de Van Alstyne.